# Lillerød
Lillerød este un oraș în Danemarca.